# デイトスアネックス
デイトスアネックス (Deitos Annex) は、福岡県福岡市博多区博多駅中央街にある商業施設。正式名称はJR九州筑紫口ビル。管理運営会社は、（株）JR博多シティ。2007年（平成19年）4月に開業した。旧称はエキサイド博多（エキサイドはかた、EX-SIDE HAKATA）。2023年8月17日より改装のため休業し（ステーションクリニックとデイトスアネックス駐車場・駐輪場は除く）、2024年3月13日にリニューアルオープンした。

## 概要
博多駅筑紫口の、JR九州旧本社ビルがあった敷地に建設された複合ビルである。地上10階地下2階で構成されており1・2階には主に飲食店が入居、3階には医療施設が入居している。2・3階の一部と4階から屋上までは駐車場となっている。
2015年4月1日に、エキサイド博多からデイトスアネックスへ名称が変更された。
2階部分には博多駅にある専門店街デイトス（博多めん街道）への、地下2階部分には地下鉄コンコースへの連絡通路がある。
地下は駐輪場となっており、2016年2月現在、自転車は100円/1回、バイクは125cc以下、200円/1回の料金である。

## 施設・テナント
- 2Fと3F の一部・4F-10F・屋上 - 駐車場「デイトスアネックス駐車場（旧エキサイドパーキング→JR博多シティ駐車場）」
- 3F - クリニック（ステーションクリニック）
- 2F - スターバックスコーヒー、ケンタッキーフライドチキン、モスバーガー[4]
デイトス2Fの博多めん街道へ連絡。
- 1F - ハブ、リンガーハット、ファミリーマート等[4]
- B1F - 駐輪場（自転車、125cc以下バイク）
- B2F - 地下鉄コンコースに接続。